# Tifón Fengshen (2002)
El tifón Fengshen (designación internacional: 0209, designación JTWC: 12W) fue la tormenta más fuerte de la temporada de tifones del Pacífico de 2002. Se desarrolló el 13 de julio de 2002 a partir de la vaguada del monzón cerca de las Islas Marshall y se intensificó rápidamente debido a su pequeño tamaño. Para el 15 de julio, Fengshen alcanzó el estatus de tifón y, después de moverse inicialmente hacia el norte, giró hacia el noroeste. El 18 de julio, el tifón alcanzó su intensidad máxima de 185 km/h (vientos de 115 mph en 10 minutos), según la Agencia Meteorológica de Japón (JMA). El Centro Conjunto de Advertencia de Tifones (JTWC) estimó vientos máximos de 270 km/h (165 mph), y la agencia estimó que Fengshen fue un súper tifón durante cinco días. Esto rompió el récord de mayor duración a esa intensidad, previamente establecido por tifón Joan en 1997, y que luego fue empatado por el tifón Ioke en 2006.
Mientras estaba cerca de la intensidad máxima, el tifón Fengshen experimentó el efecto Fujiwhara con el tifón Fung-wong, lo que provocó que la última tormenta girara hacia el sur. Fengshen se debilitó gradualmente mientras se acercaba a Japón, y cruzó las islas Ōsumi del país el 25 de julio como una tormenta tropical severa. El tifón arrastró un carguero a tierra, mató a cuatro personas y obligó a los otros 15 miembros de la tripulación a ser rescatados. En el país, Fengshen dejó caer fuertes lluvias que causaron deslizamientos de tierra y dejaron $4 millones (¥ 475 millones 2002 JPY), en daños a las cosechas. Hubo una muerte adicional en el país.

## Historia meteorológica
A última hora del 13 de julio de 2002, se desarrolló una depresión tropical cerca de las Islas Marshall al noreste del atolón Kwajalein. El ciclón se fortaleció rápidamente y se convirtió en tormenta tropical Fengshen solo seis horas después de su formación. El 14 de julio, el Centro Conjunto de Advertencia de Tifones (JTWC) inició advertencias en Fengshen solo dos horas después de monitorear por primera vez la perturbación. En ese momento, el sistema consistía en una circulación distinta con convección en desarrollo, ubicada en un área de cizalladura del viento débil. La tormenta inicialmente se movió hacia el noroeste, emergiendo de la vaguada del monzón como un pequeño ciclón. Siguió una rápida intensificación, y un nivel superior bajo al noroeste ayudó a proporcionar el flujo de salida. Después de que se desarrolló un ojo de 13 km (8 millas) de ancho, la Agencia Meteorológica de Japón (JMA) convirtió Fengshen en un tifón el 15 de julio al suroeste de la isla Wake; el Centro Conjunto de Advertencia de Tifones (JTWC) también actualizó la tormenta el mismo día.

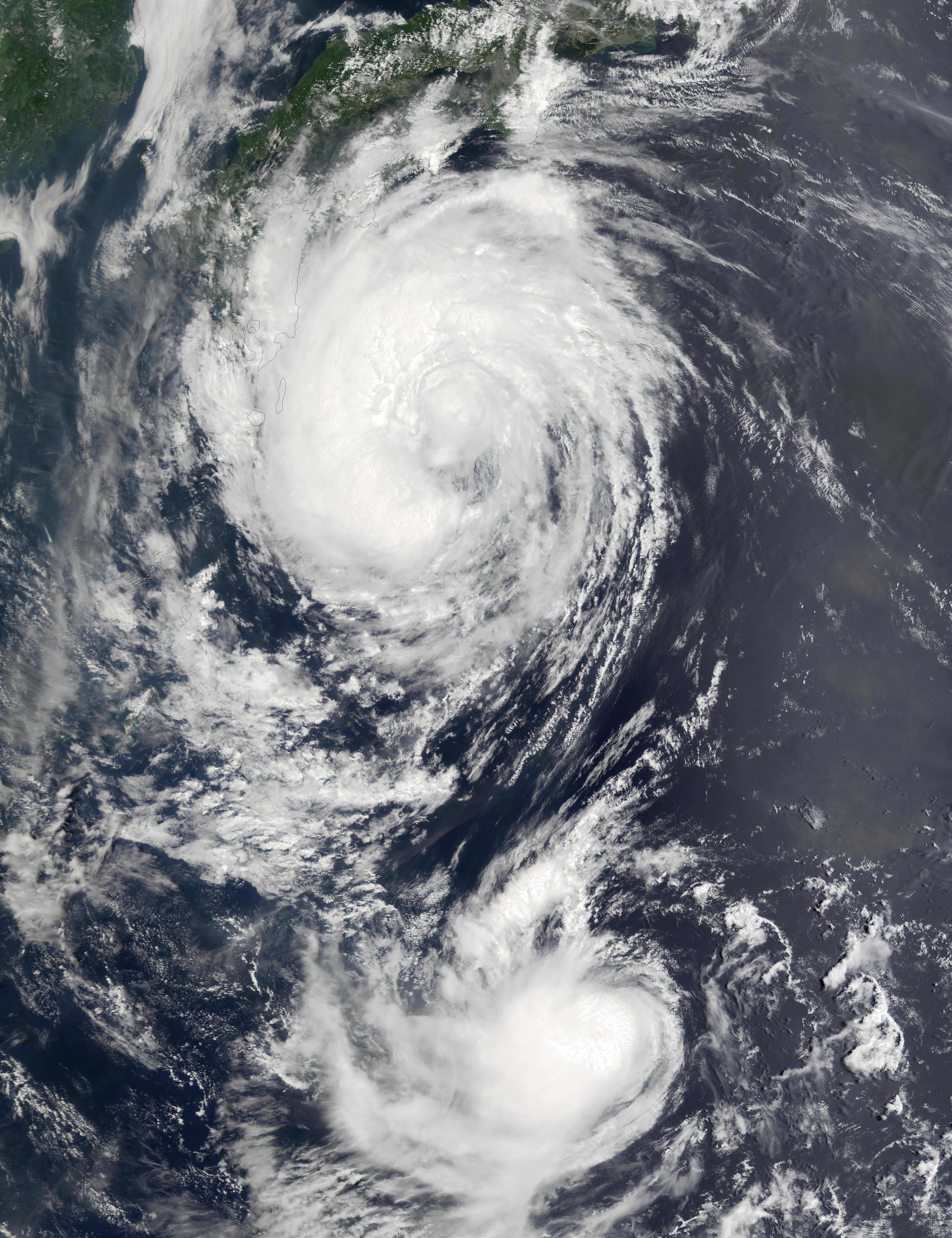
Los tifones Fengshen (norte) y Fung-Wong (sur) sufrieron el efecto Fujiwhara el 25 de julio de 2002

El 16 de julio, Fengshen giró bruscamente hacia el oeste debido a una cresta subtropical al noroeste, y mantuvo ese movimiento durante los siguientes cuatro días. A finales del 18 de julio, la Agencia Meteorológica de Japón (JMA) estimó que Fengshen alcanzó vientos máximos sostenidos de 185 km/h (115 mph), aproximadamente al mismo tiempo que el Centro Conjunto de Advertencia de Tifones (JTWC) convirtió la tormenta en un súper tifón. Después de mantener su intensidad máxima durante 24 horas, Fengshen se debilitó ligeramente y comenzó un giro hacia el noroeste. El debilitamiento se debió posiblemente a un ciclo de reemplazo de la pared del ojo y, aunque anteriormente fue una pequeña tormenta, el tifón aumentó gradualmente de tamaño. Alrededor de ese momento de su debilitamiento, Fengshen comenzó a sufrir el efecto Fujiwhara con el tifón Fung-wong; este último dio una vuelta al sur de Fengshen y se disipó el 29 de julio. El 21 de julio, Fengshen comenzó a intensificarse nuevamente, y la Agencia Meteorológica de Japón (JMA) informó que el tifón nuevamente alcanzó vientos de 185 km/h (115 mph). Aproximadamente al mismo tiempo, el Centro Conjunto de Advertencia de Tifones (JTWC) estimó vientos de 270 km/h (165 mph). Fengshen mantuvo gran parte de su intensidad hasta el 22 de julio, siendo un súper tifón durante cinco días. Esto estableció el récord de mayor duración en la intensidad, superando el récord anterior de 114 horas establecido por el tifón Joan en 1997; El récord de Fengshen fue luego empatado por el tifón Ioke en 2006.
Después de varios días como un poderoso tifón, Fengshen comenzó una tendencia de debilitamiento debido a la disminución del flujo de salida y el aire seco. Se debilitó por debajo del estado de súper tifón después de estar en esa intensidad durante cinco días. El 24 de julio, Fengshen giró más hacia el oeste mientras pasaba hacia el sur de la parte continental de Japón, y al día siguiente se debilitó por debajo de la intensidad de un tifón. A las 11:45 UTC del 25 de julio, Fengshen tocó tierra en Yakushima en las islas Ōsumi de Japón, mientras era una tormenta tropical severa. Al día siguiente, la tormenta pasó a poca distancia al suroeste de la isla de Jeju, frente a la costa de Corea del Sur. Después de entrar en el Mar Amarillo, Fengshen se debilitó hasta convertirse en una depresión tropical, y el 27 de julio el Centro Conjunto de Advertencia de Tifones (JTWC) suspendió los avisos, después de que gran parte de la convección se disipó. La Agencia Meteorológica de Japón (JMA) continuó rastreando el sistema y Fengshen tocó tierra en la península de Shandong en China a última hora del 27 de julio. Al día siguiente, la depresión se disipó sobre el mar de Bohai.

## Preparaciones e impacto

### Japón
Antes de que Fengshen afectara a Japón, los funcionarios de la aerolínea cancelaron más de 30 vuelos y también se interrumpió el servicio de trenes y autobuses. A lo largo de la costa de Kyushu, Fengshen lavó un carguero en tierra y lo partió en dos, que viajaba desde Nueva Orleans, Luisiana, a la prefectura de Kagoshima. Cuatro personas se ahogaron mientras escapaban de la embarcación rota, mientras que la tripulación restante de 19 fueron rescatados. El tifón produjo fuertes vientos y fuertes lluvias en el país. Una estación en la prefectura de Miyazaki reportó la precipitación más alta en Japón con un total de 717 mm (28,2 pulgadas). La mayor parte de la precipitación cayó en un período de 24 horas, y el total más intenso de 1 hora fue de 52 mm (2,0 pulgadas) en Taira, Toyama. Los vientos más altos en Japón fueron de 101 km/h (63 mph) registrados en la prefectura de Kōchi. La tormenta dejó sin electricidad a unas 8.200 viviendas en la prefectura de Kagoshima. Las fuertes lluvias causaron al menos seis deslizamientos de tierra, uno de los cuales dañó una carretera del condado. Un total de 20 viviendas resultaron dañadas en el país y 200 familias fueron evacuadas. Las fuertes lluvias dañaron 5.699 hectáreas (14.083 acres) de campos de cultivo, por un total de $4 millones (¥475 millones 2002 JPY). Fengshen mató a una persona e hirió gravemente a otra en el país.

### China
Los remanentes de Fengshen produjeron fuertes lluvias en el noreste de China. La tormenta afectó a la ciudad capital de Beijing, convirtiéndose en la primera tormenta en producir un impacto significativo allí desde el tifón Rita en 1972. En un período de dos días, una estación en la ciudad registró 41,4 mm (1,63 pulgadas) de lluvia. Las lluvias más intensas se registraron en la provincia de Jilin, donde se registraron 104,9 mm (4,13 pulgadas) en Yushu.